# Hans-Christoph Siegmann

Hans-Christoph Siegmann (1997)

Hans-Christoph Siegmann (* 7. September 1935 in Heidenheim an der Brenz; † 19. Juni 2009 in San Francisco) war ein deutscher Physiker (Magnetismus, Umweltwissenschaft).

## Leben
Siegmann wurde 1961 an der Ludwig-Maximilians-Universität München (LMU) promoviert als letzter Doktorand von Walther Gerlach.  Als Post-Doktorand war er an der University of Edinburgh (1965) und der LMU. Ab 1967 war er  Dozent an der ETH Zürich, an der er von  1974 bis 2000 ordentlicher Professor war. Von 2000 bis 2006 war er am Stanford Synchrotron Radiation Laboratory und seit 2007 am SLAC (PULSE, Center for Ultrafast Laser Science), wo er Gastprofessor war und sich mit ultraschnellen magnetischen Prozessen befasste.
1994 war er Miller-Gastprofessor an der University of California, Berkeley.
Er befasste sich mit ultraschneller Dynamik der Magnetisierung, spin-polarisierten Elektronen und ultrafeinen Aerosolen (Oberflächenphysik, Rußbildung bei Verbrennung mit Quantifizierung der damit verbundenen Gesundheitsrisiken). Er befasste sich schon 1959 mit Aerosolen aus  Autoabgasen, nachdem ihn Otto Hahn und Walther Gerlach aufgefordert hatten zu untersuchen, inwieweit radioaktive Teilchen aus Atombombentests die elektrische Leitfähigkeit in der Atmosphäre verändern. Siegmann fand stattdessen, dass diese von Aerosolen aus Autoabgasen dominiert wird.  Er entwickelte Detektoren für Luftverschmutzung zum Beispiel aus polycyclischen aromatischen Kohlenwasserstoffen und war ein früher Vertreter des globalen Umweltschutzes.
1969 war er ein Pionier der spin-polarisierten Photoemission und 1974 fand er, dass Spin-polarisierte Elektronen auch aus Halbleitern (Galliumarsenid) über Bestrahlung mit zirkular-polarisiertem Licht.  Vor seinen Forschungen galt es als unmöglich, spin-polarisierte Elektronen aus ferromagnetischen Materialien durch Photoemission, Feldemission oder als Sekundärelektronen zu gewinnen. Siegmann überwand die Schwierigkeiten durch Präparierung besonders reiner magnetischen Oberflächen. Spin-polarisierte Elektronen wurden nicht nur in der Festkörperphysik (einschließlich Auflösung von Spin-Strukturen im Nanobereich mit entsprechenden Verfahren zur Elektronenbeugung und Rastertunnelmikroskopie mit spin-polarisierten Elektronen), sondern auch in der Elementarteilchenphysik von Bedeutung (zum Beispiel bei der Verwendung seiner GaAs-Quelle für spinpolarisierte Elektronen am SLAC 1978 zur Bestätigung der Weinberg-Salam-Theorie der elektroschwachen Wechselwirkung). Die Erzeugung spin-polarisierter Elektronen mit gepulsten Lasern wird bei der Untersuchung von Transportprozessen (Spintronik) verwendet.
1989 wurde er Fellow der American Physical Society. 1992 erhielt er den Robert-Wichard-Pohl-Preis für Arbeiten zur Festkörper-Spektroskopie mit spinpolarisierten Elektronen.
Von 1979 bis 1984 war er einer der Herausgeber der Zeitschrift für Physik und von 1994 bis 1997 des Journal of Physics (Condensed Matter).
Er hielt rund 25 Patente.
Seine Hobbys waren Geigenspiel, Windsurfen und Segeln.

## Schriften (Auswahl)
- mit Joachim Stöhr: Magnetism. From Fundamentals to Nanoscale Dynamics. Springer, 2006.